# Naturschutzgebiet Funckenhauser Bachtal

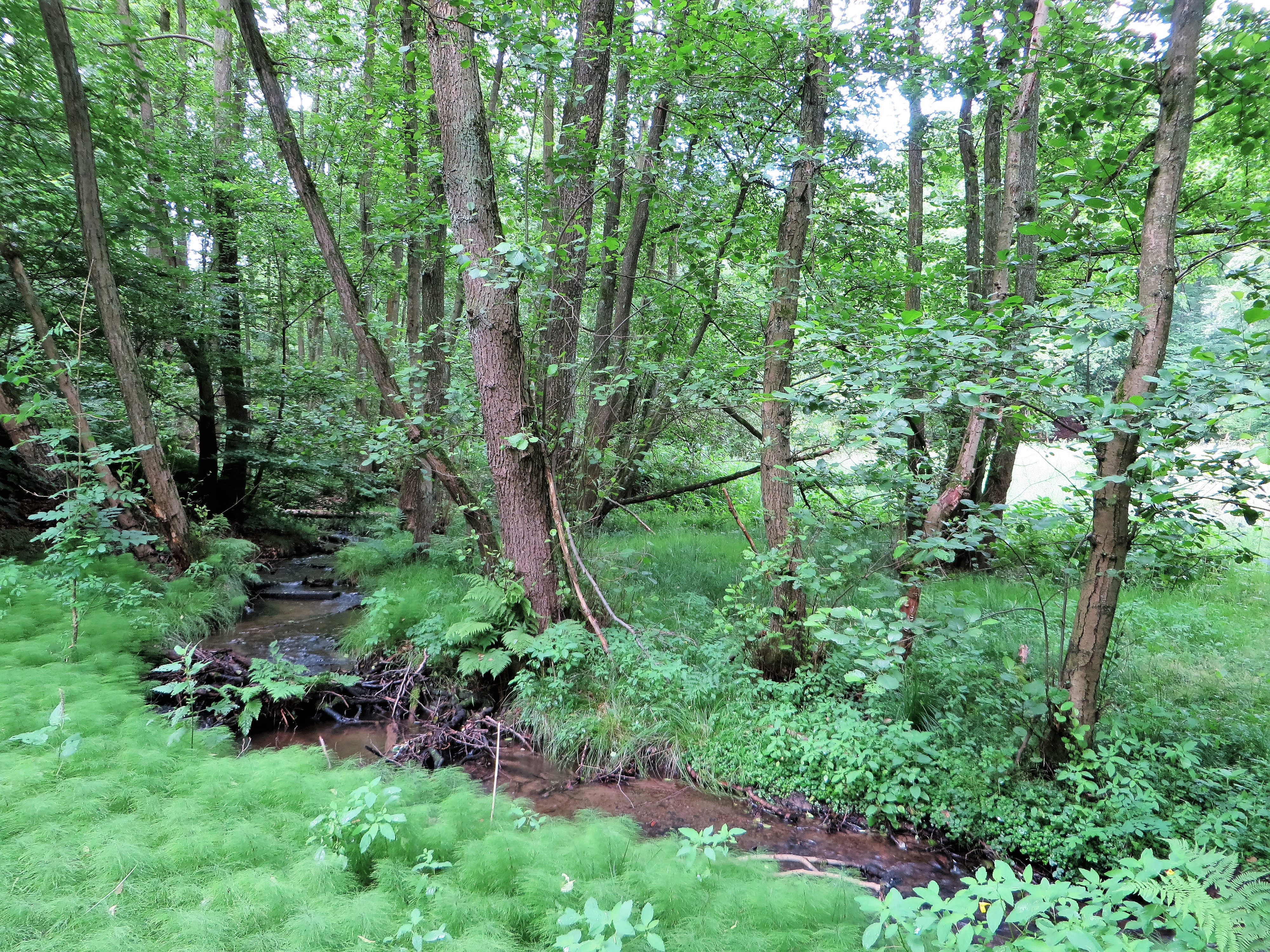
Naturschutzgebiet Funckenhauser Bachtal

Das Naturschutzgebiet Funckenhauser Bachtal mit einer Flächengröße von 41,50 ha befindet sich auf dem Gebiet der kreisfreien Stadt Hagen in Nordrhein-Westfalen. Das Naturschutzgebiet (NSG) wurde 1994 mit dem Landschaftsplan der Stadt Hagen vom Stadtrat von Hagen ausgewiesen. Es liegt im Stadtteil Vorhalle. Im Norden grenzt ein Sportplatz an. Sonst ist es von Wald umgeben.

## Gebietsbeschreibung
Das NSG umfasst Bach-Erlen-Eschenwald mit Bach im Funckenhauser Bachtal. Eine Grünlandbrache befindet sich im NSG. Im Trockenbereich des Waldes stehen Eichen und bis zu 200 Jahre alte Rotbuchen. Im NSG kommen die Tierarten Sumpfgrashüpfer, Sumpfrohrsänger, Bachforelle, Flussmützenschnecke, Steinfliege, Eintagsfliege und Köcherfliege vor. Es sind Pflanzenarten wie Geflecktes Knabenkraut, Sumpfkratzdistel, Nelkenwurz, Winkelsegge und Sumpfschachtelhalm zu finden.

## Schutzzweck
Das NSG wurde zur Erhaltung und Wiederherstellung von Lebensgemeinschaften oder Lebensstätten bestimmter wildlebender Pflanzen- und wildlebender Tierarten sowie zur Erhaltung und Entwicklung überregional bedeutsamer Biotope seltener und gefährdeter sowie landschaftsraumtypischer wildlebender Pflanzen- und wildlebender Tierarten von europäischer Bedeutung als Naturschutzgebiet ausgewiesen.